# Минкин, Адольф Иосифович
Адо́льф Ио́сифович Ми́нкин (2 ноября 1898, Петрозаводск — 31 января 1967, Ленинград) — советский режиссёр игрового и неигрового кино. Заслуженный деятель искусств Карельской АССР (1962).

## Биография
Родился в Петрозаводске. В период 1917—1918 годов служил администратором в Петрозаводском театре в Народном доме. С перерывом на службу в Красной армии (декабрь 1918—1919 год) учился на электромеханическом факультете в Петроградском политехническом институте, окончил театральную студию. С 1921 года вновь работал в Народном театре драмы, а затем режиссёром и администратором в театре драмы в Витебске.
С 1924 года — в Ленинграде на кинофабрике «Севзапкино» (киностудия «Ленфильм» — с 1934 года), где был режиссёром документальных, а с 1932 года и игровых фильмов.
Из-за войны в 1941—1944 годах работал в эвакуации на Центральной объединённой киностудии в Алма-Ате, с 1944 по 1946 год — на «Ленфильме». В 1946—1947 годах — на «Мосфильме». С 1948 года — на Ленинградской студии кинохроники.
На счету режиссёра ряд документальных фильмов, в том числе «У нас в Сталинграде», «Когда зажигаются огни», также более сотни выпусков кинопериодики: «Ленинградская кинохроника», «Наш край», «Северный киножурнал», «Советская Карелия» и другой.
Скончался 31 января 1967 года. Похоронен на Преображенском еврейском кладбище в Ленинграде (участок 2—6 ст., место 303).

## Избранная фильмография
Режиссёр
- 1932 — Орёл Кавказа
- 1932 — Победители ночи (совместно с И. Сорохтиным)
- 1935 — Лунный камень (совместно с И. Сорохтиным)
- 1938 — Профессор Мамлок (совместно с Г. Раппапортом)
- 1939 — Гость (совместно с Г. Раппапортом)
- 1941 — Киноконцерт 1941 г. (совместно с И. Менакером, Г. Раппапортом, С. Тимошенко, М. Цехановским, М. Шапиро)
- 1943 — Под звуки домбр (фильм-концерт; совместно с С. Тимошенко)
- 1944 — Морской батальон (совместно с А. Файнциммером)
- 1948 — 30 лет ВЛКСМ / Ленинградский комсомол
- 1948 — В Сталиногорске / на шахтах Подмосковья
- 1949 — Дни отдыха
- 1950 — Механизированный леспромхоз
- 1951 — Лесной поток
- 1951 — На полях Карело-Финской ССР
- 1952 — Кузнецкие металлурги
- 1953 — Переселенцы в Карело-Финской ССР
- 1954 — Два вокзала[7]
- 1954 — Речники Северной Двины
- 1955 — Активисты ДОСААФ
- 1955 — Активисты оборонной работы
- 1955 — По Печорской дороге
- 1956 — На оперной сцене
- 1958 — V Международные соревнования незрячей молодёжи
- 1958 — За 80-й параллелью (совместно с А. Вайгачёвым)[8]
- 1961 — Третий Ленинградский праздник песни (совместно с В. Соловцовым)
- 1962 — Мир во имя жизни
- 1963 — Интервью с картиной[9]
- 1964 — Имена их бессмертны
- 1965 — С песней по Австрии (совместно с В. Гулиным)
- 1965 — Счастья тебе, человек

Сценарист
- 1938 — Профессор Мамлок (совместно с Ф. Вольфом и Г. Раппапортом)

## Награды и звания
- медаль «За оборону Ленинграда»[2];
- заслуженный деятель искусств Карельской АССР (1962)[1][4].